# Portret Doriana Graya (film 1945)
Portret Doriana Graya (ang. The Picture of Dorian Gray) – amerykański dramat z 1945 roku w reżyserii Alberta Lewina. Film jest oparty na powieści Oscara Wilde’a pod tym samym tytułem.
Budżet filmu wyniósł około 3 500 000 dolarów. W Stanach Zjednoczonych i Kanadzie film zarobił 1 400 000, a na świecie ponad 1 500 000 dolarów.

## Obsada
- George Sanders jako Lord Henry Wotton
- Hurd Hatfield jako Dorian Gray
- Lowell Gilmore jako Basil Hallward
- Donna Reed jako Gladys Hallward
- Angela Lansbury jako Sybil Vane
- Peter Lawford jako David Stone
- Richard Fraser jako James Vane
- Douglas Walton jako Alan Campbell
- Morton Lowry jako Adrian Singleton
- Miles Mander jako sir Robert Bentley
- Lydia Bilbrook jako pani Vane
- Mary Forbes jako lady Agatha
- Robert Greig jako sir Thomas
- Moyna Macgill jako księżna
- Anita Sharp-Bolster jako lady Harborough
- Billy Bevan jako Malvolio Jones
- Cedric Hardwicke jako narrator

## Fabuła
Dorian Gray jest młodym, przystojnym i bogatym arystokratą mieszkającym w XIX-wiecznym Londynie. Pomimo że nie brak mu inteligencji, to jest także naiwny przez co łatwo nim manipulować.
Kiedy pewnego dnia pozuje do obrazu, który maluje jego przyjaciel Basil Hallward, odwiedza go cyniczny Lord Henry Wotton. Mówi on Dorianowi, że życie warto poświęcić jedynie na przyjemności i przekonuje go, że tylko młodość i piękno mogą mu zagwarantować wszystko czego zapragnie. Dorian otwarcie życzy więc sobie, żeby to jego portret starzał się za niego. Swoje pragnienie wypowiada w obecności pewnego egipskiego posągu, który przypuszczalnie posiada moc spełniania życzeń.
Podczas wizyty w tawernie Dorian zakochuje się w pięknej piosenkarce Sybil Vane. Wkrótce potem, wdaje się z nią w romans i zaręcza, pomimo dezaprobaty jej brata Jamesa. Początkowo szczęśliwy Dorian, znów spotyka Lorda Wottona, który przekonuje go do bardziej hedonistycznego stylu życia. Pod jego wpływem młodzieniec zrywa z narzeczoną a w ramach rekompensaty wysyła jej sporą sumę pieniędzy.
Następnego ranka Lord Wotton informuje go, że Sybil popełniła z rozpaczy samobójstwo. Początkowo wstrząśnięty Dorian obwinia się za jej śmierć, ale później obojętnieje i ku zaskoczeniu Basila postanawia udać się do opery. Kiedy wieczorem powraca do domu zauważa, że jego portret się zmienił i stał się bardziej szorstki. Dorian zamyka go więc w jednym z pokoi. Sam również się zmienia prowadząc nieczułe i grzeszne życie.
Kiedy po wielu latach zbliżają się jego czterdzieste urodziny on wciąż wygląda tak samo jak w wieku dwudziestu dwóch lat. Wśród mieszkańców miasta budzi to duży strach. Przez osiemnaście lat, które minęły od namalowania obrazu, nikomu go bowiem nie pokazywał i trzymał w zamknięciu. W tym czasie popadł również w paranoję i zbił służących z obawy, że mogą go zobaczyć. Obraz bowiem się spaczył i zbrzydł stając się odbiciem jego grzesznego życia. Kiedy w końcu Basil przelotnie dostrzega portret postanawia porozmawiać z Dorianem nad zmianą jego życia. Jednakże, ten w panice zabija przyjaciela, a ciało ukrywa w pomieszczeniu z portretem.
Później szantażem zmusza starego przyjaciela Allena Campbella, by potajemnie zajął się ciałem Basila. Sam natomiast wdaje się w romans z jego siostrzenicą, Gladys która była jeszcze dzieckiem, kiedy portret został namalowany. Chociaż od zawsze kochała Doriana i jest szczęśliwa, kiedy proponuje jej małżeństwo, to zaczyna być wobec niego także podejrzliwa.
Dorian z czasem zaczyna rozumieć, że swoim zachowaniem niszczy życie sobie i innym. Spotyka także Jamesa, brata Sybil, który poprzysiągł na nim zemstę za śmierć siostry. Dorian spokojnie wyjaśnia mu, że nie jest już tym samym człowiekiem co osiemnaście lat wcześniej i zaprasza do swojego domu. James poznaje prawdę o nim, ale podczas polowania zostaje zastrzelony. Dorian obwiniając się o kolejną śmierć, dochodzi do wniosku, że może jeszcze ocalić od nieszczęścia Gladys, którą na pewno spotkałoby coś złego. Zostawia więc dla niej list i niszczy obraz. Po chwili sam umiera.
Po odnalezieniu okazuje się, że jego ciało przypomina to z portretu, a portret znów przedstawia młodego i niewinnego Doriana.

## Nagrody i nominacje
Lista nagród i nominacji:
Oscar:
- 1946: nominacja w kategorii najlepsza scenografia (John Bonar, Cedric Gibbons, Hugh Hunt, Hans Peters, Edwin B. Willis)
- 1946: nominacja w kategorii najlepsza rola drugoplanowa (Angela Lansbury)
- 1946: nagroda w kategorii najlepsze zdjęcia (Harry Stradling Sr.)

Złoty Glob:
- 1946: nagroda w kategorii najlepsza aktorka drugoplanowa (Angela Lansbury)

Hugo Award:
- 1946: nagroda w kategorii najlepszy film dramatyczny